# Austrian Times
Austrian Times là một tờ báo tiếng Anh hàng ngày của Áo có sẵn trực tuyến hoặc dưới dạng bản tin hoặc PDF có thể tải xuống được thành lập vào năm 2005. Nó được tạo ra để lấp đầy khoảng trống về tin tức tiếng Anh ở Áo sau khi đài phát thanh tiếng Anh của Áo Blue đóng cửa. Đài phát thanh Danube và dịch vụ tin tức tiếng Anh hàng ngày do Wiener Zeitung xuất bản, lâu đời nhất thế giới vẫn còn trên báo xuất bản. Mặc dù vào thời điểm đó, đây là dịch vụ tin tức hàng ngày bằng tiếng Anh duy nhất ở Áo và có lượng độc giả đáng kể với hơn 350.000 lượt người truy cập mỗi tháng, nhưng dự án không thành công về mặt thương mại với thu nhập rất ít để bù đắp chi phí duy trì tòa soạn báo trực tuyến của tờ báo. Mặc dù vậy, nó vẫn tiếp tục được điều hành như một dịch vụ cộng đồng dành cho độc giả và cung cấp tin tức về chính trị, kinh doanh, thể thao, văn hóa, du lịch và tin tức chung liên quan đến Áo và thời tiết từ văn phòng ở Vienna cho đến năm 2014.
Nó đã bị đóng cửa vào năm 2014 sau khi các bài báo của trang tin tức internet BuzzFeed rằng các báo cáo trên Thời báo Áo là giả mạo, các tuyên bố đã bị phủ nhận bởi các nhà báo đã viết nó từ hãng thông tấn Central European News. CEN Ltd điều hành một dịch vụ điện tử tin tức bán nội dung biên tập với một khoản phí chỉ tính cho những gì được xuất bản.
Sau khi The Austrian Times đóng cửa, The Local, bắt đầu cùng thời điểm Austrian Times đóng cửa, trở thành tờ báo tiếng Anh trực tuyến hàng ngày duy nhất ở Áo. The Local là một phần của The Local media group do tập đoàn truyền thông The Local Europe AB có trụ sở tại Thụy Điển sở hữu và điều hành. Một thời gian ngắn có một tòa soạn ở Vienna, mặc dù tòa này đã đóng cửa vào năm 2017.